# Cucina guineense

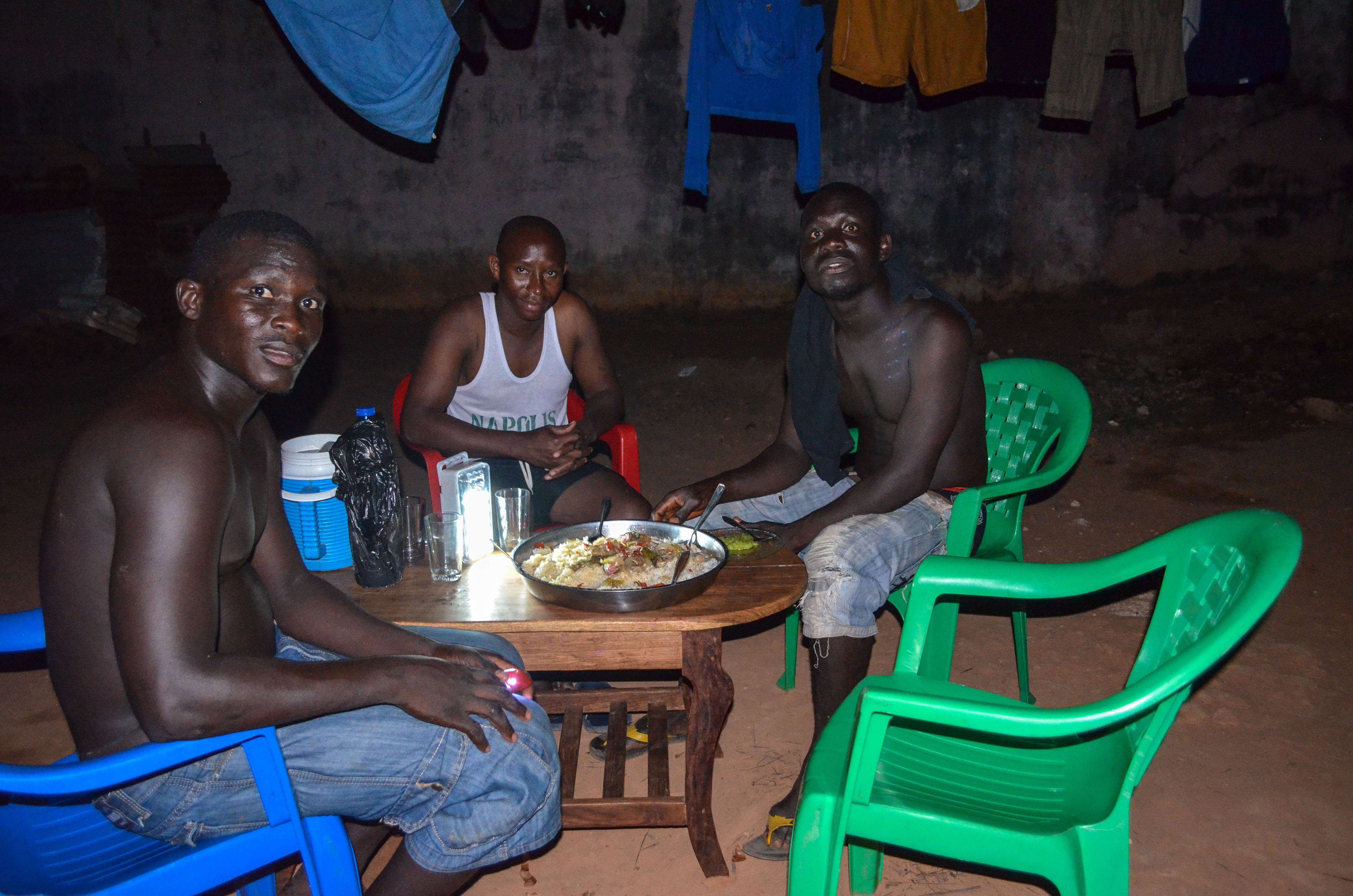
Persone che condividono un pasto serale a Bissau

La cucina della Guinea-Bissau è la cultura alimentare della Guinea-Bissau, nazione dell'Africa occidentale sulle coste dell'Oceano Atlantico. Il riso è l'alimento base per gli abitanti vicino alle coste e il miglio per quelli dell'interno del paese.
Gran parte del riso viene importato e l'instabilità alimentare è un problema in gran parte a causa dei golpe, la corruzione e l'inflazione. Gli anacardi sono coltivati per l'esportazione. Noce di cocco, noci di palma, e le olive sono coltivate.
Pesce, crostacei, frutta e verdura sono comunemente consumati insieme a cereali, il latte, cagliata e siero di latte. I portoghesi hanno  incoraggiato la produzione di arachidi. Vigna subterranea (arachidi Bambara) e Macrotyloma geocarpum (arechidi Hausa) sono anche coltivati. fagioli neri  sono anche parte della dieta. Si raccoglie anche l' olio di palma.
I piatti comuni includono zuppe e stufati. Ingredienti comuni includono patate, patata dolce, manioca, pomodoro, cipolla, e piantaggine. Spezie, peperoni e peperoncini vengono utilizzati in cucina, comprese le sementi di pepe della Guinea (Aframomum melegueta).

## Pietanze
- Caldo Branco
- Caldo di Tcheben
- Cuscus di miglio
- Pesce essiccato
- Tè verde
- Yassa